# Kecamatan Tegallalang
Kecamatan Tegallalang är ett distrikt i Indonesien.   Det ligger i provinsen Provinsi Bali, i den sydvästra delen av landet, 1 000 km öster om huvudstaden Jakarta. Kecamatan Tegallalang ligger på ön Bali.